# Devotio moderna

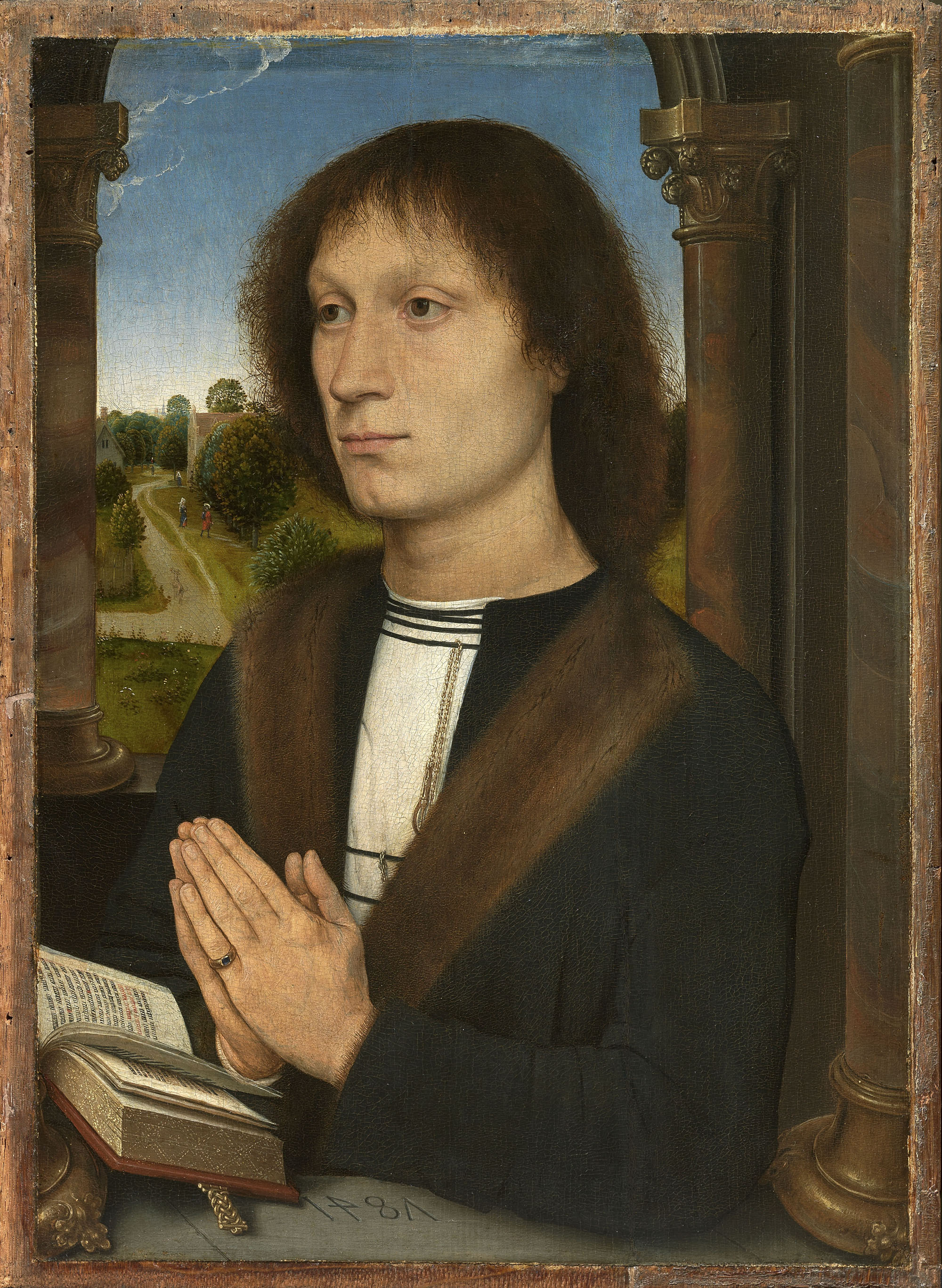
Partie des Pays-Bas à la fin du XIVe siècle, la devotio moderna est une pratique religieuse privilégiant une spiritualité intériorisée et le dévouement pour autrui (Hans Memling, Portrait de jeune homme en prière, 1487).

La devotio moderna, en français « dévotion moderne », est un courant de spiritualité chrétienne initié au XIVe siècle par Gérard Groote et diffusé  aux Pays-Bas au XVe siècle par les Frères de la vie commune et les chanoines réguliers de Windesheim. La formule devotio moderna est due au chroniqueur de l'abbaye de Windesheim Jean Busch (de) (1399-1480).
Ce mouvement constitue un changement considérable dans la spiritualité chrétienne et a eu une influence décisive sur l'évolution de l'Église catholique à la fin du Moyen Âge. En réaction contre la prépondérance des rituels, parfois vécus de façon superficielle et conformiste, les membres (laïcs ou prêtres) des congrégations influencées par ce courant recherchent une pratique religieuse plus personnelle, un dévouement personnel et quotidien envers Jésus-Christ, se consacrant à la prière, à la lecture et à l'étude des Saintes Écritures.
L'ouvrage le plus célèbre issu de ce mouvement est L'Imitation de Jésus-Christ, qui a connu un grand succès au XVe siècle.
À l'époque de la Renaissance, la devotio moderna influence fortement les humanistes néerlandais, notamment Érasme de Rotterdam, mais se heurte au début du XVIe siècle aux problèmes générés par la réforme de Martin Luther, qui a pourtant aussi été influencé par elle, ainsi que son adversaire catholique Ignace de Loyola.

## Origines

### Gérard Groote (1340-1384) et ses disciples
À son origine se trouve Gérard Groote. Né en 1340 dans une famille aisée de Deventer dans le diocèse d'Utrecht, orphelin à 10 ans, celui-ci fait de brillantes études universitaires à la Sorbonne (Paris) et à l'ancienne université de Cologne. En 1374, il « se convertit » : il rejette les sciences profanes et brûle tous ses livres. Il est alors très influencé par les mystiques rhénans, notamment Henri Suso, dont il a lu l’Horologium aeternæ sapientiæ, et surtout Jean de Ruysbroeck dont il n'accepte cependant pas toute la doctrine, ni les « attitudes » spirituelles.
Après un séjour à la chartreuse de Monichusen et le refus par humilité de la prêtrise, voulant demeurer simple diacre, il se lance à partir de 1379 dans une prédication itinérante au ton enflammé à travers les Pays-Bas, ce qui le fait assimiler aux hérétiques dolciniens. Il critique avec virulence les mœurs ecclésiastiques de son temps et prêche la conversion et la pénitence. Il est interdit de prédication par l'évêque d'Utrecht.
En 1384, Gérard Groote meurt à 44 ans sans avoir pu réaliser ce dont il rêvait. Il jette cependant les bases d'une nouvelle forme de vie religieuse, celle des fraternités des Frères de la vie commune et surtout celle d'une nouvelle conception de la spiritualité, la devotio moderna. Toutes deux vont être développées et diffusées par ses disciples, notamment Florens Radewyns (vers 1350-1400). Johann Vos van Heusden (1391-1424) est un de ses successeurs.

### Doctrine
Gérard Groote laisse un grand nombre d'ouvrages ascétiques, oratoires et autobiographiques qui permettent de cerner ses orientations. La conversion du cœur et la pratique des vertus chrétiennes priment. La contemplation perd l'aspect intellectuel et ouvertement métaphysique que lui avaient donné les mystiques rhénans et devient simple prière. Il insiste sur la nécessité du dépouillement préalable de celui qui va prier. Selon lui, il faut avant tout imiter l'humanité du Christ et allier vie active et contemplation.
Les disciples de Gérard Groote poursuivent la voie du refus de la spéculation mystique et de celle de l'attachement aux vertus chrétiennes. Ils rejettent l'ascèse sauf si elle est inspirée par l'amour du Christ. Le livre L'Imitation de Jésus-Christ est au cœur de cette spiritualité. Le croyant doit demeurer sur terre pour y agir. Son âme est habitée par le Christ. Il n'est donc plus question, comme le voulait la spiritualité médiévale, de se fondre en Dieu en s'élevant vers Lui, mais d'une démarche qui résulte d'une autre perspective puisque c'est le Christ qui vient habiter le chrétien et que ce dernier exerce une action là où il se trouve, sur terre.
Les adeptes de cette spiritualité à la fois affective et concrète considèrent que la vie du chrétien se déroule au plus profond de lui-même et qu'il doit donc l'entretenir. La dévotion moderne a suscité de nombreux écrits proposant des méthodes de méditation. L'une des premières est mise au point par Henri Eger de Calcar (1328-1408), prieur de la chartreuse de Munnikhuisen. Selon lui, la lecture doit précéder la méditation, elle-même suivie de l'oraison (prière), puis de la componction (sentiment d'affliction éprouvé devant l'indignité de l'homme à l'égard de Dieu). La contemplation, une forme de communion de l'âme avec Dieu, achève l'itinéraire spirituel du chrétien :

« lecture → méditation → oraison → componction → contemplation »

Calcar décrit les aspects, les conditions et les thèmes de cet exercice. Les chartreux seront de fervents adeptes de la dévotion moderne.

## Développements

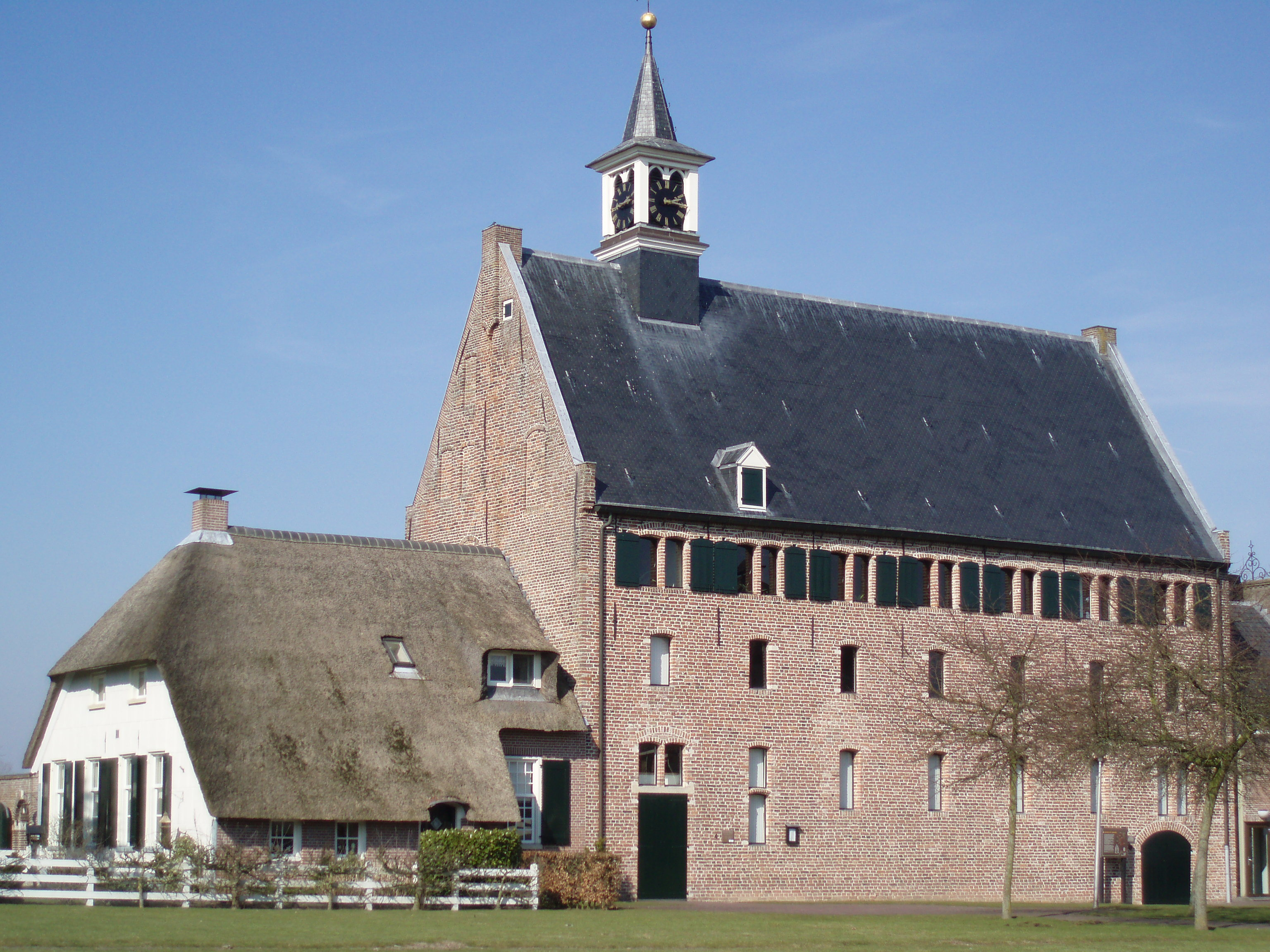
Le monastère de Windesheim aujourd'hui.

### Frères de la vie commune et chanoines de Windesheim
Les Frères de la vie commune, et les chanoines de Windesheim, institution religieuse classique fondée par eux-mêmes en 1387, multiplient les opuscules et systématisent la méditation pieuse. Leur méthode, qui comporte observations et réflexions personnelles, se fonde sur des textes sacrés. Ils ont puisé dans saint Augustin, Jean Cassien (ascète et auteur spirituel du Ve siècle), Bernard de Clairvaux, Bonaventure, théologien franciscain du XIIIe siècle, et Henri Suso, mystique rhénan du XIVe siècle.

### La crise du concile de Constance (1414-1418)
Au concile de Constance (1414-1418), les Dominicains accusent d'hérésie le courant, mais le chancelier Jean de Gerson (1363-1439) évite le procès, en partie en raison de l'urgence que représente l'opposition de Jan Hus et de Jérôme de Prague au commerce des indulgences.

### Jan Mombaer
Les techniques de méditation se développent tout au long du XVe siècle. Le Rosetum exercitionum spiritualium de Jan Mombaer, chanoine de Windesheim devenu abbé réformateur de l'abbaye Notre-Dame de Livry, finit par être essentiellement un catalogue de méthodes pour une méditation très dirigée qui, observe André Godin, « glisse souvent à l’anti-intellectualisme ». Chez Mombaer par exemple, chaque ligne de la main et chaque articulation doivent rappeler des préceptes et être sujets de méditation. Des recueils d'opuscules anonymes comme l’Hortulus devotionis ou la Perle évangélique, écrite par une personne pieuse vers 1463, exercent une influence considérable et durable (jusqu'au XVIIe siècle dans ce dernier cas).

### L'imitation du Christ
L'écrit emblématique de la devotio moderna est L'Imitation de Jésus-Christ. La plupart des écrivains de la dévotion moderne ont voulu garder l'anonymat, par souci d'humilité. Aussi l'attribution de l’Imitation de Jésus-Christ est-elle longtemps demeurée problématique. Après avoir été attribuée à Jean de Gerson, il semble qu'elle soit due à un chanoine, Thomas a Kempis (1379-1451), longtemps maître des novices au monastère de Mont-Sainte-Agnès à Zwolle (Pays-Bas). L'ouvrage est sans doute achevé vers 1427. Thomas a Kempis en a rassemblé le contenu et en a été le rédacteur.
L’Imitation comprend en réalité quatre petits livres séparés : trois traitent de la vie intérieure en faisant l'apologie du renoncement et l'éloge de la pauvreté qui permet de se rapprocher du Christ — le thème de l'imitation du Christ y est toutefois secondaire —, la quatrième partie est consacrée à l'Eucharistie. Le livre s'attache à rendre la vie spirituelle accessible à tous. Il constitue l'un des meilleurs guides spirituels du Moyen Âge et symbolise l'idéal nouveau. Son influence sera considérable : l’Imitation de Jésus Christ devient l'ouvrage le plus lu dans le monde chrétien après la Bible.

## Influence du courant de ladevotio moderna
La pratique de la dévotion moderne touche de nombreux ordres religieux catholiques. Le bénédictin García Jiménez de Cisneros (es) (1455-1510), abbé du monastère de Montserrat en Espagne, écrit le premier ensemble d'exercices systématiques. La plupart des ordres monastiques et mendiants, surtout les franciscains, adoptent la nouvelle spiritualité.
Elle survit à la Réforme protestante et à la Contre-Réforme catholique. Luther a eu de l'estime pour elle. Ignace de Loyola a toujours considéré que la lecture de l’Imitation de Jésus Christ avait été déterminante pour ses propres Exercices spirituels.
Réaction contre la mystique intellectuelle et abstraite développée au XIVe siècle, cette spiritualité a conduit à un retour à une vision plus affective de la vie chrétienne mais a contribué à creuser le fossé séparant théologie et vie chrétienne.
La devotio moderna influença fortement l'érasmisme, qui fut favorisé par le pieux Empereur Charles Quint.